# Døstrup Sogn (Tønder Kommune)
Døstrup Sogn (deutsch: Döstrup) ist eine Kirchspielsgemeinde (dänisch: Sogn) in Nordschleswig im südlichen Dänemark. Es gehörte bis 1970 zur Harde Tønder, Højer og Lø Herred im damaligen Tønder Amt, danach zur Skærbæk Kommune im damaligen Sønderjyllands Amt, die im Zuge der Kommunalreform zum 1. Januar 2007 in der „neuen“  Tønder Kommune in der Region Syddanmark aufgegangen ist.

## Gemeindegebiet
Das Kirchspiel Døstrup umfasst eine Fläche von 40,37 km². Der Nordosten liegt auf der Hohen Geest, die südwestlichen zwei Drittel sind hingegen sehr flach.
Døstrup hat heute 657 Einwohner (Stand 1. Januar 2023). Bei der Volkszählung von 1925 wohnten noch 1023 Menschen in der Gemeinde. Das im Westen gelegene Kirchdorf Døstrup bildet mit 297 Einwohnern gemeinsam mit dem nordöstlich davon gelegenen Vinum (dt. Winum) den Siedlungsschwerpunkt. Kleinere Dörfer sind Tevring (dt.: Teuring) im Norden, Overby und Lovrup (dt.: Laurup) im Osten und Drengsted (dt.: Drengstedt) im Süden.
Nachbargemeinden sind im Uhrzeigersinn Skærbæk Sogn (dt.: Scherrebek), Arrild Sogn, Nørre Løgum Sogn (dt.: Norderlügum), Brede Sogn und Mjolden Sogn (dt.: Medolden). 21 km südsüdwestlich liegt die Stadt Tønder (dt.: Tondern), 24 km nördlich die Stadt Ribe (dt.: Ripen).

## Geschichte
Ursprünglich ein Teil der Loharde, geriet der größte Teil der Gemeinde im Mittelalter in den Besitz des Bischofs und anderer kirchlicher Einrichtungen in Ripen. Dieser gehörte bis 1864 zum Königreich Dänemark und nicht wie das Umland und der Rest der Gemeinde zum Herzogtum Schleswig. Die schleswigschen Teile gehörten im Mittelalter teilweise zu adeligen Gütern und nach deren Aufkauf durch den Landesherrn zur Hvidingharde des Amtes Hadersleben, teilweise zum Kloster Lügum und nach der Reformation zur Vogtei Schwanstrup des Amtes Lügumkloster.
1864 fiel das gesamte Gebiet an Preußen. Nach 1867 wurde die Gemeinde auf die Landgemeinden Döstrup, Winum, Overby (einschließlich Teuring), Laurup und Drengstedt aufgeteilt. 1920 wurde Döstrup eine einheitliche Kirchspielsgemeinde im Königreich Dänemark, die dem Amt Tondern unterstand. 1970 kam sie politisch zur Skærbæk Kommune und 2007 mit dieser zur  Tønder Kommune.

## Wirtschaft und Verkehr
Döstrup ist Bahnstation der Marschbahn.

## Sehenswürdigkeiten
Die Feldsteinkirche St. Laurentius mit ihrem weithin sichtbaren Turm stammt noch aus romanischer Zeit.